# 篠崎清
篠崎 清（しのざき きよし、1922年または1923年 - 1973年9月24日）は、日本の陸上競技選手、指導者。専門は長距離走・マラソンで、1953年のボストンマラソンに日本代表として出場した。

## 来歴
1950年、第26回東京箱根間往復大学駅伝競走に日本体育大学の5区で出場し、第2位となる。日体大を卒業した1951年4月、教員として茨城県立水戸農業高等学校に招かれる。水戸農業高校では川島義明らの有力選手を育てた。1951年10月、第35回日本陸上競技選手権大会（メイン会場は名古屋市瑞穂公園陸上競技場）のマラソンに2時間31分26秒のタイムで優勝した（当時の所属は資料により「常南AC」と「茨城陸協」の両方ある）。篠崎は1952年ヘルシンキオリンピックに向けた日本陸上競技連盟のマラソン選手強化合宿にも参加したが、選考レースでは上位には入れず、代表にはなれなかった。1953年、日本代表として第58回ボストンマラソンに出場。22位に入った。このときの出場は、全国マラソン連盟からの追加申請により選手に加えられた。この当時、篠崎は世田谷中学校・高等学校の教員だった。
現役引退後も高等学校教員として指導に当たった。茨城県立那珂湊第一高等学校教員当時には1964年東京オリンピックの大会役員（陸上競技）を務めている。茨城県阿見町在住で茨城県立藤代高等学校に勤務していた1973年9月24日夜、土浦市内を自転車で走行中に飲酒運転の自動車にはねられ、即死した（満50歳没）。